# Dustin (videojuego)
Dustin es un videojuego desarrollado y distribuido por Dinamic Software en 1986, para las plataformas de 8 bits: Sinclair ZX Spectrum, Amstrad CPC y MSX.

## Argumento
El objeto de este juego, que incorpora elementos de aventura junto al de arcade, consiste en fugarnos de la prisión. Para ello nos vamos a tener que ver obligados a tratar con el resto de los presos y a pelear con los guardias, todo lo cual nos facilitará las herramientas para conseguir fugarnos. Una vez fuera del recinto de la cárcel tendremos que atravesar una peligrosa jungla y encontrar la salida.

## Desarrollo
El autor del juego fue Enrique Cervera junto a Luis Rodríguez y Snatcho encargados de la parte gráfica y Manuel Cubedo de la música. De los gráficos para Amstrad CPC se hizo cargo Javier Cubedo y de la versión para MSX Pedro Sudón. La portada corrió a cargo del conocido dibujante Alfonso Azpiri. Se compone de dos fases de cargas independientes.

## Recepción
Amstrad Semanal nº94 valoró el videojuego para Amstrad CPC:
Originalidad: 3/5
Gráficos: 4/5
Movimiento: 4/5
Sonido: 4/5
Dificultad: 4/5
Adicción: 4/5

## Trucos

### Spectrum
- Inmunidad: POKE 52900,50
- Juego infinito: POKE 52942,0:POKE 52943,0:POKE 52944,55
- Policías inmóviles: POKE 35032,201
- La energía no baja: POKE 52091,0
- Vidas infinitas: POKE 52900,50